# Hugh R. Adair
Hugh Rogers Adair (*  27. August 1889 im Trego County, Kansas; † 18. Januar 1971 in Helena, Montana) war ein US-amerikanischer Jurist und Politiker. Zwischen 1937 und 1941 war er Vizegouverneur des Bundesstaates Montana.

## Werdegang
Hugh Adair besuchte nach der High School bis 1908 das Spaulding Commercial College in Kansas City (Missouri) und dann bis 1909 das Kansas State Normal College in West Branch. Nach einem anschließenden Jurastudium an der University of Kansas in Lawrence und seiner 1913 erfolgten Zulassung als Rechtsanwalt begann er in Lewistown (Montana) in diesem Beruf zu arbeiten. Zuvor war er dort für kurze Zeit als Arbeiter für die Milwaukee Railroad tätig gewesen. Während des Ersten Weltkrieges diente er zwischen 1917 und 1919 in der US Army. Anschließend arbeitete er in Helena als Berater für die Banking Corporation of Montana sowie als Strafverteidiger. Vier Jahre lang war er juristischer Vertreter der Stadt Helena; von 1921 bis 1925 fungierte er als Staatsanwalt im Lewis and Clark County. Politisch schloss er sich der Demokratischen Partei an. In den Jahren 1927 und 1931 wurde er in das Repräsentantenhaus von Montana gewählt.
1936 wurde Adair an der Seite von Roy E. Ayers zum Vizegouverneur von Montana gewählt. Dieses Amt bekleidete er zwischen 1937 und 1941. Dabei war er Stellvertreter des Gouverneurs und Vorsitzender des Staatssenats. Im Jahr 1940 unterlag er bei der Wahl zum US-Repräsentantenhaus in der Vorwahl seiner Partei. Von 1943 bis 1969 war er Richter am Montana Supreme Court. Zwischen 1947 und 1956 war er als Chief Justice Vorsitzender dieses Gerichtshofes. Adair war Mitglied zahlreicher Organisationen und Vereinigungen. Er starb am 18. Januar 1971 in Helena.